# Jezioro Lusowskie
Jezioro Lusowskie – jezioro w woj. wielkopolskim, w powiecie poznańskim, w gminie Tarnowo Podgórne, leżące na terenie Wysoczyzny Grodziskiej.

## Charakterystyka
Jezioro leży około 5 km na zachód od granic Poznania. Linia brzegowa jest słabo rozwinięta, brzegi niemal bezleśne. Przez jezioro przepływa lub, według innych autorów, rozpoczyna się w nim rzeka Sama. Na północno-wschodnim krańcu jeziora znajduje się wieś Lusowo, zaś na południowo-zachodnim Lusówko.

## Dane morfometryczne
Powierzchnia zwierciadła wody według różnych źródeł wynosi od 117,5 ha do 121,9 ha. 
Zwierciadło wody położone jest na wysokości 79,6 m n.p.m. Średnia głębokość jeziora wynosi 8,6 m, natomiast głębokość maksymalna 19,5 m.
W oparciu o badania przeprowadzone w 2000 roku wody jeziora zaliczono do III klasy czystości.

## Przyroda
Na północnym brzegu akwenu stwierdzono w 1997 występowanie chrząszcza Anogcodes melanurus z rodziny zalęszczycowatych, co było nowym stanowiskiem na terytorium Polski.

## Galeria

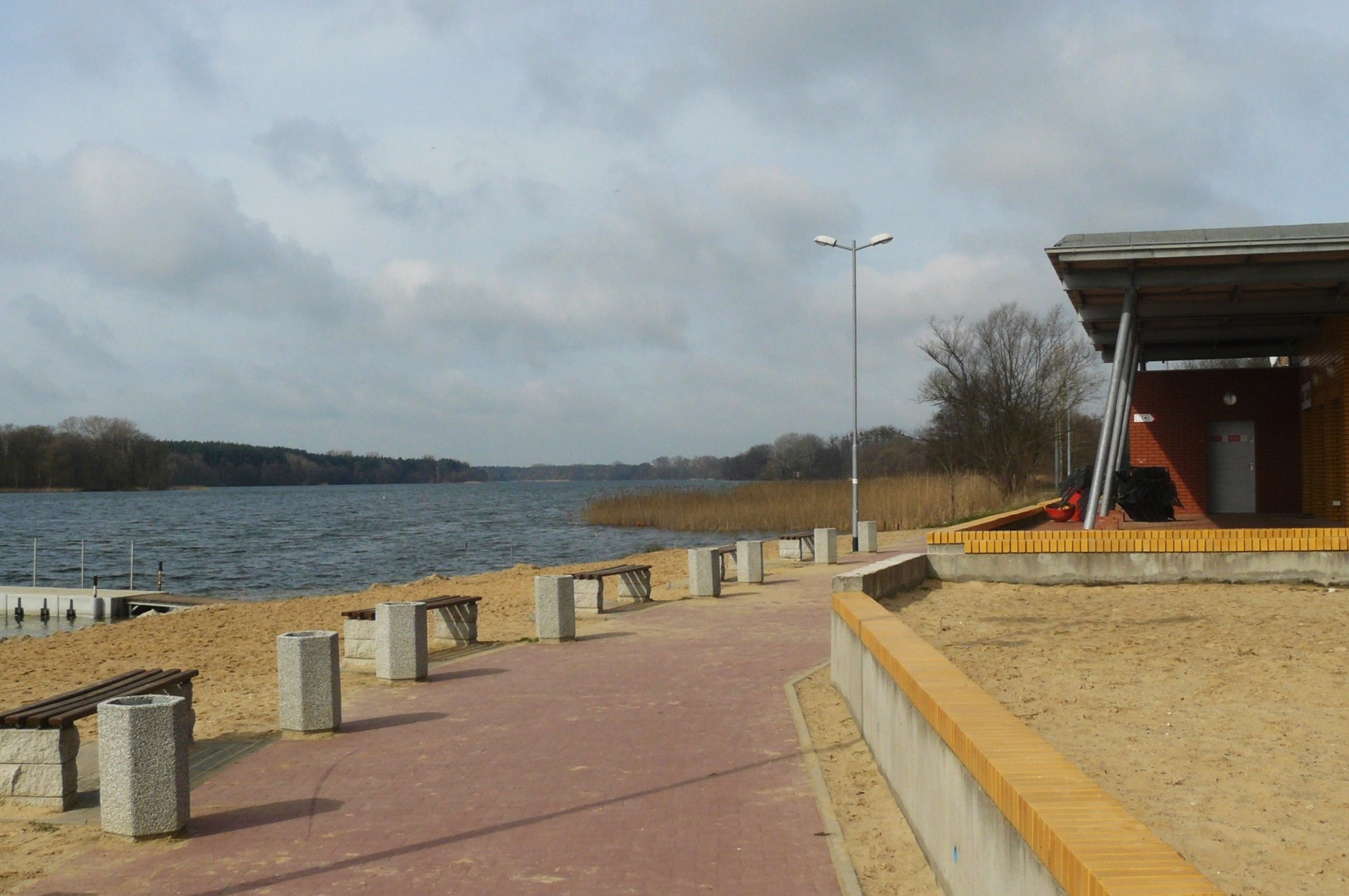
Plaża w Lusowie
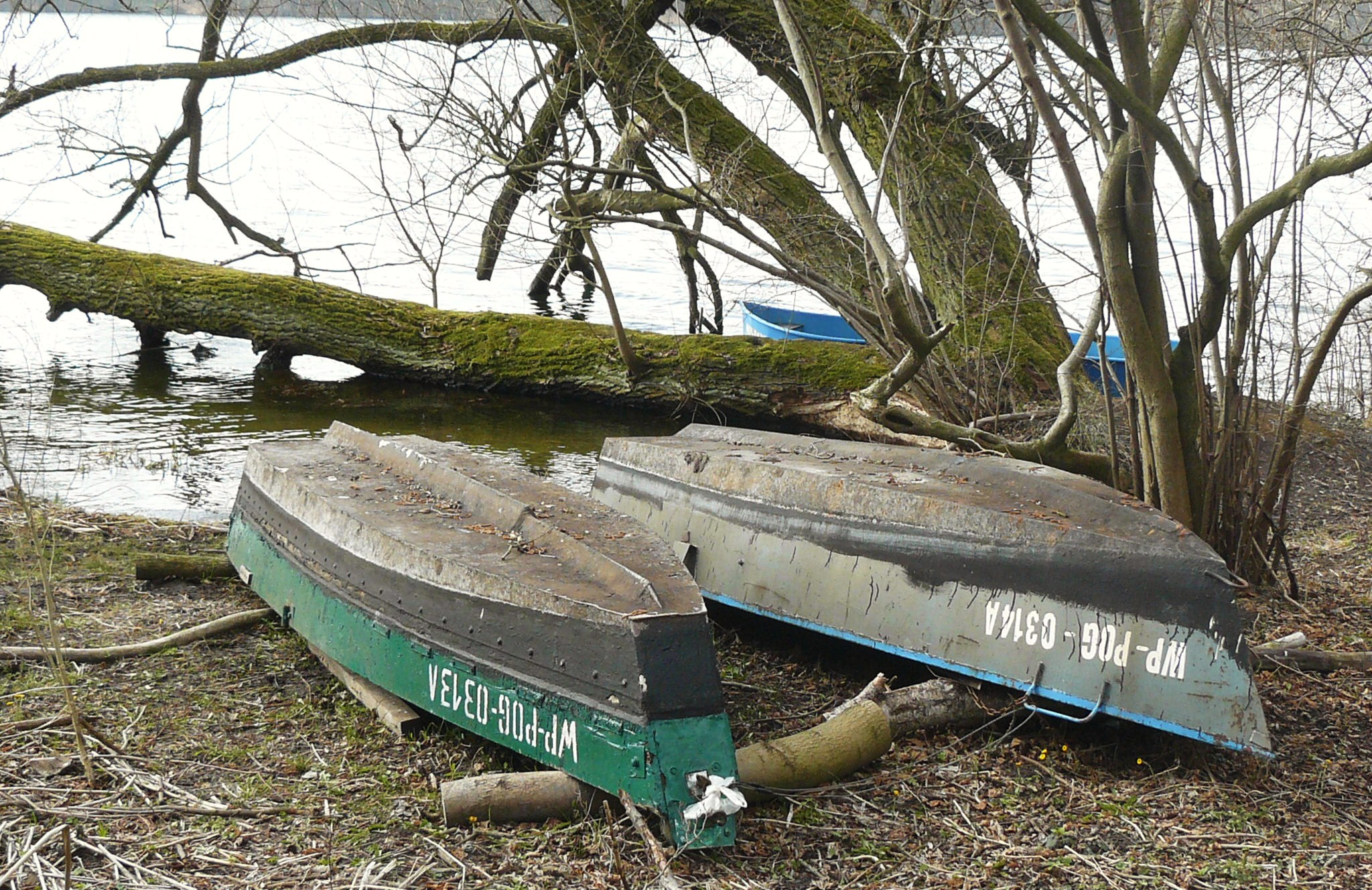
Łodzie wędkarskie
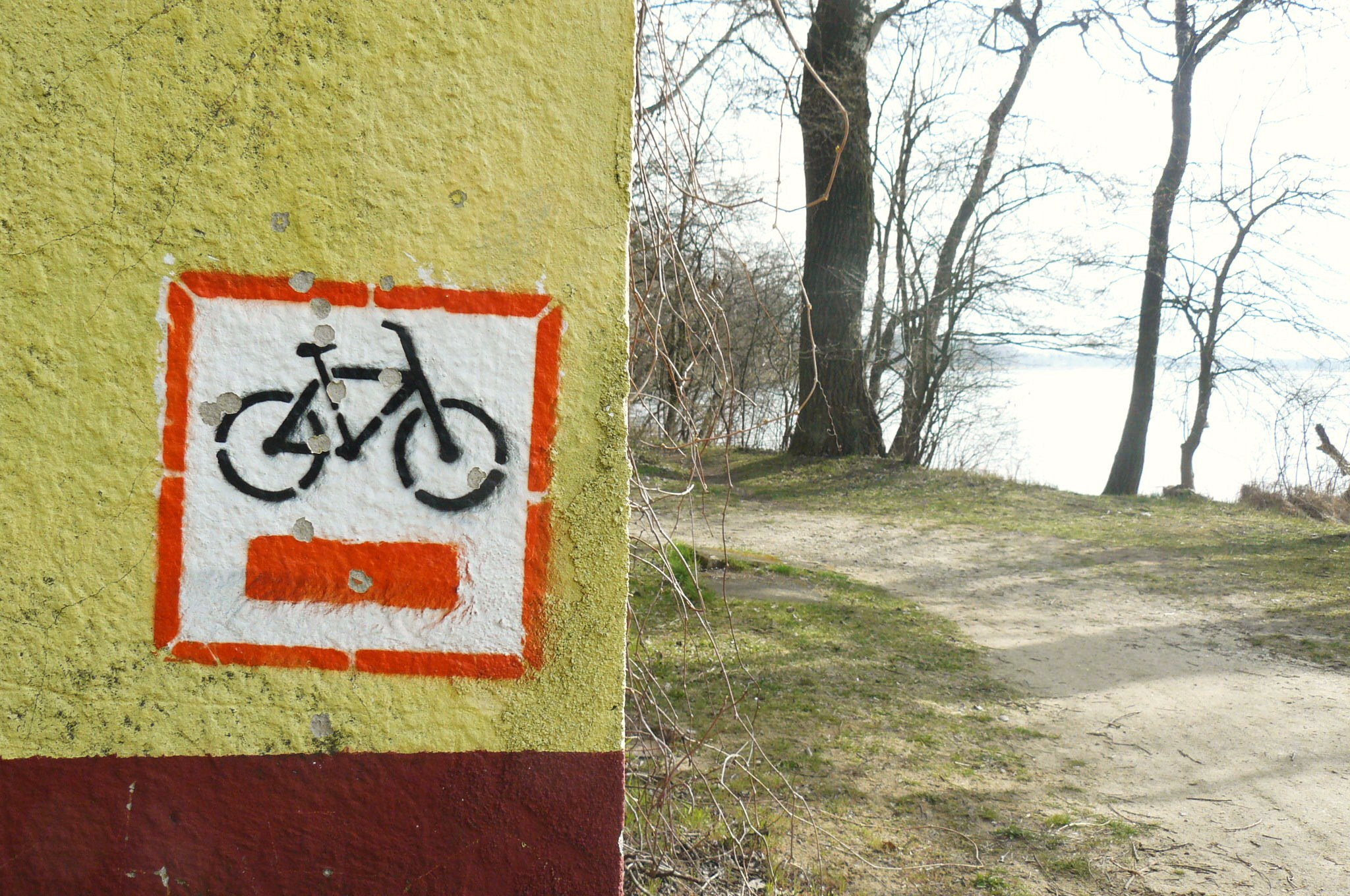
Szlak rowerowy

## W kulturze
W zbiorze opowiadań  "Baśnie Doliny Samy" Łukasza Bernady znajduje się opowieść o jeziorniku, który miał zamieszkiwać jezioro, a którego miejscowi oskarżali o wszelkie tragedie i dlatego unikali brzegów oraz plaż. Wyjątek od tej reguły stanowiła niezbyt rozgarnięta, ale urocza Małgośka, która pewnej nocy wyciągnęła jeziornikowi haczyk rybacki z nogi i serdecznie się z nim zaprzyjaźniła. Gdy pewnego dnia zaginęło rodzeństwo z Lusówka, wieś oskarżyła jeziornika. Dzieci odnalazły się nad jeziorem, ale nie dlatego, że jeziornik je porwał, tylko uratował, gdy szły w stronę bagien. Od linczu uratowała go wiejska staruszka, rozpoznając w nim niejakiego Grzecha, dawniej wsiowego łobuza, który poszedł na bagna, zaginął i od tego czasu pokutował w jeziorze. Po wypowiedzeniu jego imienia chłopak zniknął i pokuta uległa wypełnieniu. Nad jeziorem przestało straszyć.